# Yadkinville
Yadkinville és una població dels Estats Units i seu del comtat de Yadkin a l'estat de Carolina del Nord. Segons el cens del 2000 tenia 2.818 habitants.

## Demografia
Segons el cens del 2000, Yadkinville tenia 2.818 habitants, 959 habitatges i 641 famílies. La densitat de població era de 400 habitants per km².
Dels 959 habitatges en un 30,4% hi vivien nens de menys de 18 anys, en un 49,8% hi vivien parelles casades, en un 11,6% dones solteres, i en un 33,1% no eren unitats familiars. En el 30,2% dels habitatges hi vivien persones soles el 14,3% de les quals corresponia a persones de 65 anys o més que vivien soles. El nombre mitjà de persones vivint en cada habitatge era de 2,51 i el nombre mitjà de persones que vivien en cada família era de 3,1.
Per edats la població es repartia de la següent manera: un 23% tenia menys de 18 anys, un 8,1% entre 18 i 24, un 27,3% entre 25 i 44, un 20,4% de 45 a 60 i un 21,3% 65 anys o més.
L'edat mediana era de 39 anys. Per cada 100 dones de 18 o més anys hi havia 85,6 homes.
La renda mediana per habitatge era de 31.250 $ i la renda mediana per família de 45.000 $. Els homes tenien una renda mediana de 25.172 $ mentre que les dones 25.273 $. La renda per capita de la població era de 14.792 $. Entorn del 10,6% de les famílies i el 14,4% de la població estaven per davall del llindar de pobresa.

## Poblacions més properes
El següent diagrama mostra les poblacions més properes.